# 玫烟色拟青霉
玫烟色拟青霉（學名：Isaria fumosorosea）是子囊菌門棒束孢屬的一種蟲生真菌，過去屬於擬青黴屬。本種可感染小菜蛾、俄羅斯小麥芽蟲、菸草粉蝨、二斑葉蟎、欧洲红螨等多種農業害蟲，可在農業上用作生物農藥抑制害蟲感染。
玫烟色拟青霉以分生孢子與出芽孢子感染宿主，可分泌酵素以貫穿宿主的表皮，並萌發長入血淋巴中。